# Crammed Discs
Crammed Discs je belgické nezávislé hudební vydavatelství. Založil jej v roce 1981 avantgardní hudebník Marc Hollander, člen skupiny Aksak Maboul. Věnuje se vydávání experimentální hudby, elektronické hudby, world music, rocku i popu. Za dobu své existence vydalo více než pět set titulů. Mezi umělce, kteří zde vydávali svá alba, patří například Hector Zazou, Arto Lindsay, John Lurie nebo Fred Frith. V roce 2004 byla společnost oceněna cenou WOMEX.